# Piabina
Piabina es un género de peces de agua dulce de la familia Characidae en el orden Characiformes. Sus 3 especies habitan en aguas templado-cálidas y cálidas de América del Sur.

## Taxonomía
Este género fue descrito originalmente en el año 1867 por el zoólogo danés Johannes Theodor Reinhardt.

### Subdivisión
Este género se subdivide en 3 especies:
- Piabina anhembi J. F. P. da Silva & Kaefer, 2003[2]
- Piabina argentea J. T. Reinhardt, 1867[3]
- Piabina thomasi Fowler, 1940[4]